# Tuvspröding
Tuvspröding (Psathyrella spadicea) är en svampart som först beskrevs av Jakob Christan Schaeffer, och fick sitt nu gällande namn av Rolf Singer 1951. Tuvspröding ingår i släktet Psathyrella och familjen Psathyrellaceae.  Arten är reproducerande i Sverige. Inga underarter finns listade i Catalogue of Life.

## Bildgalleri

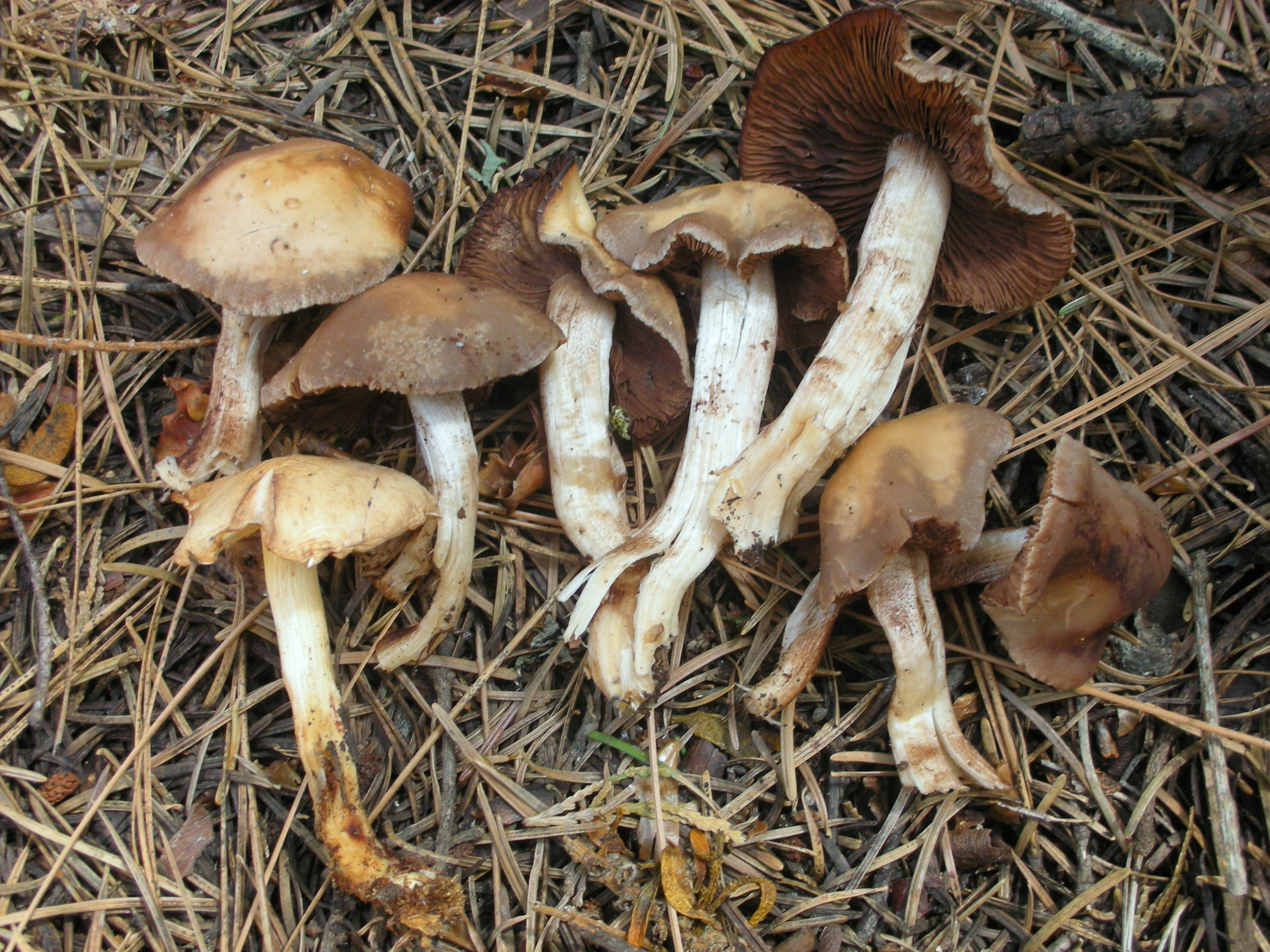